# Krištanovec
Krištanovec (maďarsky Kristóffalva) je vesnice v Chorvatsku v Mezimuřské župě, spadající pod opčinu města Čakovec. Nachází se asi 8 km severovýchodně od Čakovce a asi 101 km severovýchodně od Záhřebu. V roce 2021 zde žilo 575 obyvatel.
Ve vesnici se nachází základní škola a hřiště místního fotbalového klubu NK Munje Krištanovec. Prochází tudy neklasifikovaná městská silnice GC23. Přímo silničně propojen je Krištanovec s vesnicemi Slemenice a Novo Selo Rok, nezpevněnou polní cestou poté s vesnicí Gornji Kraljevec.

## Historie
První písemná zmínka o sídle pochází z roku 1367, kdy je zmíněna jako Poss. Ciystanoch. Další zmínka, pocházející z roku 1478, je již zřetelnější (Cristanowecz), podle ní patřil Krištanovec do čakoveckého panství.

## Počet obyvatel
| Počet obyvatel v letech 1857 – 2021 | Počet obyvatel v letech 1857 – 2021 | Počet obyvatel v letech 1857 – 2021 | Počet obyvatel v letech 1857 – 2021 | Počet obyvatel v letech 1857 – 2021 | Počet obyvatel v letech 1857 – 2021 | Počet obyvatel v letech 1857 – 2021 | Počet obyvatel v letech 1857 – 2021 | Počet obyvatel v letech 1857 – 2021 | Počet obyvatel v letech 1857 – 2021 | Počet obyvatel v letech 1857 – 2021 | Počet obyvatel v letech 1857 – 2021 | Počet obyvatel v letech 1857 – 2021 | Počet obyvatel v letech 1857 – 2021 | Počet obyvatel v letech 1857 – 2021 | Počet obyvatel v letech 1857 – 2021 | Počet obyvatel v letech 1857 – 2021 |
| ----------------------------------- | ----------------------------------- | ----------------------------------- | ----------------------------------- | ----------------------------------- | ----------------------------------- | ----------------------------------- | ----------------------------------- | ----------------------------------- | ----------------------------------- | ----------------------------------- | ----------------------------------- | ----------------------------------- | ----------------------------------- | ----------------------------------- | ----------------------------------- | ----------------------------------- |
| 1857                                | 1869                                | 1880                                | 1890                                | 1900                                | 1910                                | 1921                                | 1931                                | 1948                                | 1953                                | 1961                                | 1971                                | 1981                                | 1991                                | 2001                                | 2011                                | 2021                                |
| 255                                 | 268                                 | 287                                 | 373                                 | 402                                 | 459                                 | 455                                 | 549                                 | 682                                 | 693                                 | 730                                 | 700                                 | 665                                 | 668                                 | 673                                 | 626                                 | 575                                 |

## Sousední obce
| Růžice kompasu | Žiškovec  | Vratišinec  | Gornji Kraljevec | Růžice kompasu |
| Růžice kompasu | Slemenice | Sever       |                  | Růžice kompasu |
| Růžice kompasu | Slemenice | Krištanovec |                  | Růžice kompasu |
| Růžice kompasu | Slemenice | Jih         |                  | Růžice kompasu |
| Růžice kompasu | Mačkovec  |             | Novo Selo Rok    | Růžice kompasu |